# Kladovo
Kladovo (cyr. Кладово) – miasto w Serbii, w okręgu borskim, siedziba gminy Kladovo. W 2011 roku liczyło 9729 mieszkańców.
Położone jest nad Dunajem, naprzeciw rumuńskiego miasta Drobeta-Turnu Severin. W mieście znajdują się ruiny twierdzy Fetislam, która do 1867 roku była obsadzona przez wojska osmańskie. Miasto jest siedzibą Muzeum Archeologicznego „Đerdap”.